# Nascimento (football)
Pour les articles homonymes, voir Nascimento.
Rui António da Cruz Ferreira, plus communément appelé Nascimento, est un footballeur portugais né le 22 mars 1960 à Leiria. Il évoluait au poste de milieu.

## Biographie

### En club
Après un passage au SR Saint-Dié, Nascimento joue dans les clubs de l'UD Leiria, du Vitória Setúbal, du Vitória Guimarães, du FC Porto, du FC Tirsense et de l'Amora FC,,.
Sous les couleurs portistas, il est Champion du Portugal en 1990
,.
Avec le FC Porto et Vitória Guimarães, il joue notamment 13 matchs pour 2 buts marqués en Coupe UEFA.
Il remporte la Coupe du Portugal en 1990 avec l'Estrela da Amadora.
Il dispute 284 matchs pour 29 buts marqués en première division portugaise durant 11 saisons,.

### En équipe nationale
International portugais, il reçoit cinq sélections en équipe du Portugal en 1987, pour aucun but marqué.
Son premier match est disputé le 4 février 1987 en amical contre la Belgique (victoire 1-0 à Braga).
Il dispute quatre autres matchs dans le cadre des qualifications pour l'Euro 1988.

## Entraîneur
Il poursuit une carrière d'entraîneur au Portugal.

## Palmarès
Avec le FC Porto :
- Champion du Portugal en 1990

Avec l'União de Leiria :
- Vainqueur de la seconde division portugaise en 1981